# فوس‌آپرپیتانت
فوس‌آپرپیتانت (انگلیسی: Fosaprepitant) یک داروی ضد استفراغ است که به صورت داخل وریدی تجویز می شود. این یک پیش دارو آپرپیتانت است.